# Joseph Carroll (cầu thủ bóng đá)
Joseph Carroll là một cầu thủ bóng đá người Anh thi đấu ở vị trí left half.

## Sự nghiệp
Carroll thi đấu cho Bradford City từ 1919 đến 1920. For Bradford City, he made 1 appearance ở Football League.